# 자이라 번스
자이라 번스(Jaira Burns, 1997년 1월 14일 ~ )는 미국의 싱어송라이터이다.

## 음반 목록

### EP
- Burn Slow (2018)

### 참여 음반
- 2018년 K/DA - POP/STARS (With 소연, 미연, 매디슨 비어)